# Abellerol cuablau
L'abellerol cuablanc (Merops philippinus) és una espècie d'ocell de la família dels meròpids (Meropidae), que habita boscos clars, matolls i manglars des del nord-est del Pakistan, l'Índia, el Nepal, Bangladesh i Sri Lanka; cap a l'est, a través de Myanmar i Tailàndia, fins al sud de la Xina, Indoxina, Malaca, Sulawesi, Filipines, Nova Guinea i Illes Bismarck.